# Alessandro Del Torso

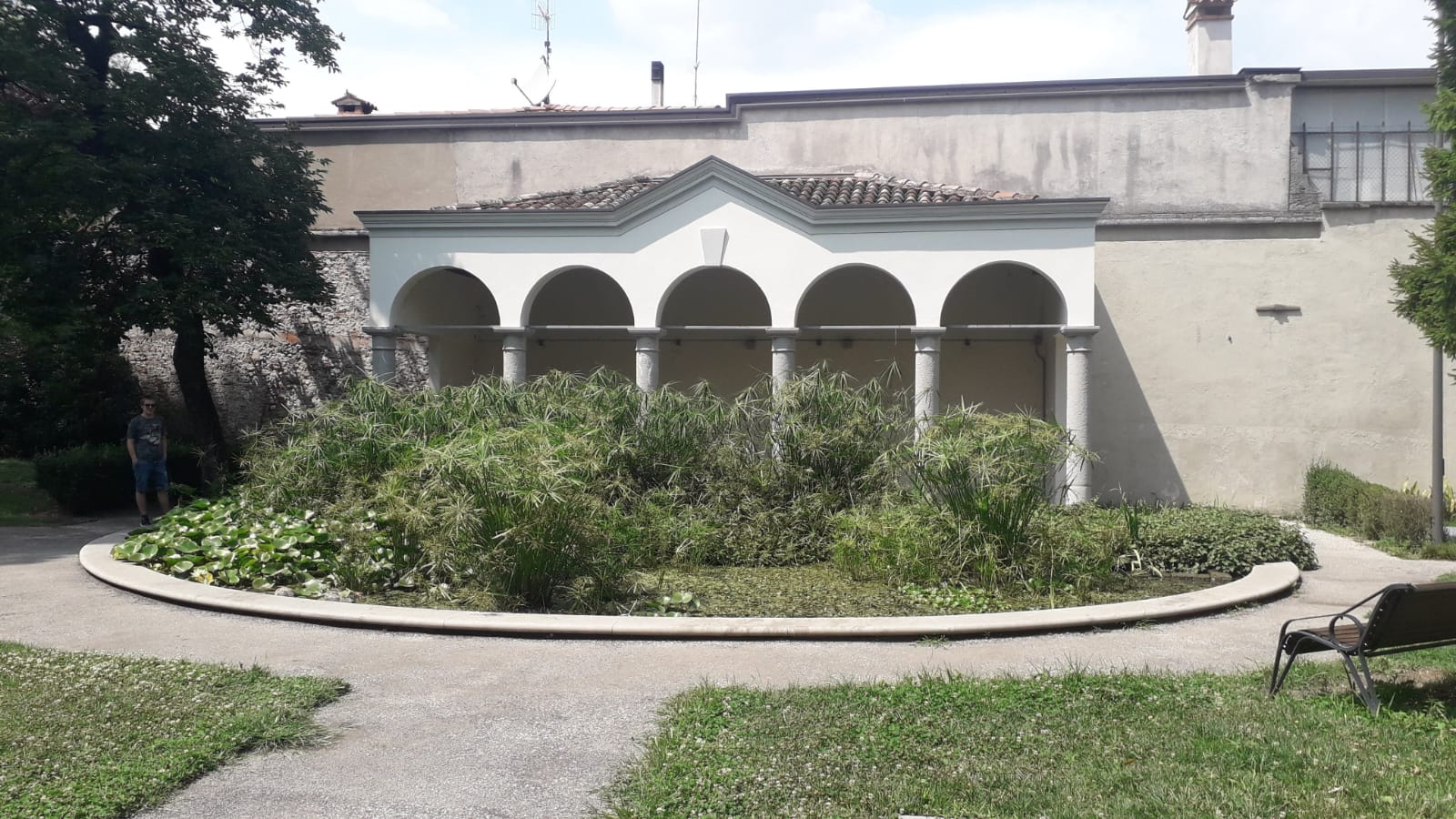
Scorcio del giardino Del Torso.

Alessandro del Torso, all'anagrafe Alessandro dal Torso (Udine, 10 settembre 1883 – Udine, 7 novembre 1967), è stato uno skeletonista e dirigente sportivo italiano.

## Biografia
Nato a Udine nel 1883 da famiglia nobile, aveva il titolo di conte. Praticò molti sport, tra cui scherma, tennis, equitazione, automobilismo, motociclismo, motonautica, bob e pattinaggio. Appassionato di alpinismo, insieme al triestino Emilio Comici effettuò la prima ascensione al Dito di Dio, nel Gruppo del Sorapiss. A lui è dedicato un bivacco sul Cimone del Montasio, nelle Alpi Giulie.
Nel 1919 diventò il secondo presidente della storia dell'Udinese Calcio, allora Associazione Sportiva Udinese, che salvò dalle difficoltà economiche nel 1923, vendendo alcuni dei suoi dipinti (era un pittore autodidatta, specializzato nei paesaggi alpini). Nello stesso anno lasciò la carica a Francesco Dormisch.
Proprietario di una segheria, possedeva anche un palazzo e un giardino nella sua città, entrambi poi acquisiti dal Comune di Udine.
A 44 anni partecipò ai Giochi Olimpici di Sankt Moritz 1928, nello skeleton singolo, terminando la gara al 7º posto in 3'14"9. Nell'occasione fu il più anziano della spedizione italiana alle Olimpiadi svizzere.
Morì a Udine nel 1967, a 84 anni.